# Leptataspis selangorensis
Leptataspis selangorensis är en insektsart som beskrevs av Victor Lallemand 1930. Leptataspis selangorensis ingår i släktet Leptataspis och familjen spottstritar. Inga underarter finns listade i Catalogue of Life.